# Signe de l'obturador
El signe de l'obturador o prova de l'obturador de Cope és un indicador d'irritació del múscul obturador intern.
La tècnica per detectar el signe de l'obturador, anomenada prova de l'obturador, es porta a terme a cada cama de manera successiva. El pacient està estirat d'esquena amb el maluc i el genoll flexionats a noranta graus. L'examinador subjecta el turmell del pacient amb una mà i el genoll amb l'altra mà. L'examinador gira internament el maluc movent el turmell del pacient lluny del cos del pacient mentre permet que el genoll es mogui només cap a dins. Aquesta és la flexió i la rotació interna del maluc.
En el context clínic, es realitza quan se sospita d'apendicitis aguda. En aquesta condició, l'apèndix s'inflama i s'engrandeix. L'apèndix pot entrar en contacte físic amb el múscul obturador intern, que s'estirarà quan es realitzi aquesta maniobra a la cama dreta. Això causa dolor i és una evidència en suport d'un apèndix inflamat.
Els principis del signe obturador en el diagnòstic de l'apendicitis són similars als del signe del psoas. L'apèndix es localitza habitualment a la regió retrocecal o pèlvica. El signe obturador indica la presència d'un apèndix pèlvic inflamat.
L'evidència mostra que la prova de l'obturador no diagnostica adequadament l'apendicitis, però es pot utilitzar juntament amb altres signes i símptomes per poder fer un diagnòstic més acurat.
Va ser introduït pel cirurgià anglès Zachary Cope (1881–1974).